# 地震空区
地震空区是已知可发生显著地震的活动断层的一部分，该種断层会在非常长的时间内不移動。其周圍常發生小型地震。有假说或理论认为，在长时间内，任何一部分断层的位移等于该断层的其他部分位移的總和。有证据表明，地震空区的持续时间、空间大小与空区形成后发生的主震存在一定关系。地震空区对周边强震有預警意义。因此，较大且长期存在的地震空区全被認为是未来可能发生大地震的断层段。
有些地震发生在已被确定的地震空区内，這可供地震学家分析强震，但这种方法分析的準確性还是遭到了一些地震学家的批评。

## 例子

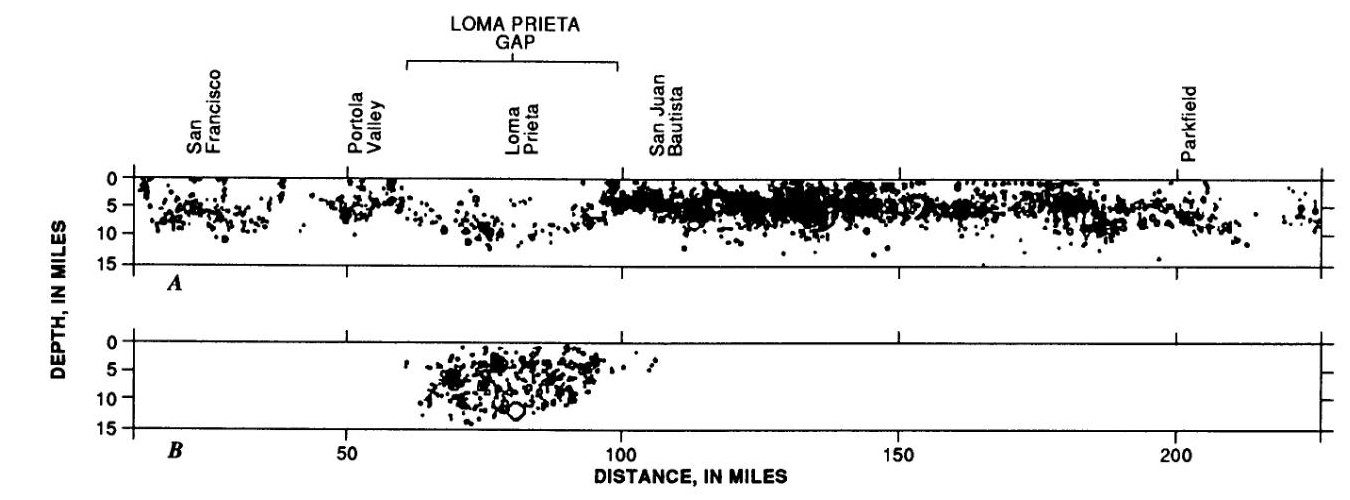
沿圣安地列斯断层的横断面记录下来的地震活动。A：在1989年洛马普里塔地震发生20年前的地震活动；B：1989年洛马普里塔地震的主震和余震

### 美国加利福尼亚州的洛马普里塔
在1989年洛马普里塔地震发生前，加利福尼亚州圣安地列斯断层的这一区域有记录的地震活动要比该断层其他区域少很多。而1989年地震的主震和余震正正就发生在這地震空区内。

### 俄罗斯的千岛群岛
在2004年印度洋大地震之后，科学家对太平洋周围地震带的地震位置差距分析发现，千岛海沟俯冲带的千岛中央段最有可能引发大地震。这个区域长500千米，自1780年来從没发生过大地震。但在过去的100年，这地震空区已分別移动至原区域北部和南部。该区域在近几年发生了多起大型地震（2006年千岛群岛地震与2007年千岛群岛地震）。

### 喜马拉雅山脉中部
尽管1904年西侧（德里附近）和1934年东侧（尼泊尔）发生过地震，但喜马拉雅山脉中部有一个约600公里长的空区，自1505年以来一直没有发生过大型地震。 2015年4月尼泊尔地震就发生在此区域。